# Miriani Griselda Pastoriza
Miriani Griselda Pastoriza é astrônoma, professora titular no Departamento de Astronomia do Instituto de Física da Universidade Federal do Rio Grande do Sul e membro da Academia Brasileira de Ciências. Pastoriza nasceu na Argentina e é naturalizada brasileira.
Uma das suas principais contribuições científicas foi a descoberta e caracterização juntamente com o astrônomo argentino J. L. Sérsic das chamadas galáxias Sersic-Pastoriza. Também conhecidas como galáxias com núcleos peculiares, são galáxias espirais cujo espectro de linhas de emissão do núcleo é similar ao de regiões HII normais, com a exceção de que os decrementos de Balmer indicam grande presença de avermelhamento.
Pastoriza foi a orientadora científica de muitos astrônomos brasileiros que hoje são destaques científicos internacionais, incluindo Thaisa Storchi Bergmann, Eduardo Luiz Damiani Bica, Dr. Fabricio Ferrari e Roberto Cid Fernandes.

## Formação
Ela realizou a graduação em Astronomia pela Universidad Nacional de Córdoba (1965) e defendeu sua tese de doutorado na mesma universidade em 1973, orientada por José L. Sérsic. Fez pós-doutorado no Royal Greenwich Observatory (1988) e no Instituto do Telescópio Espacial (1995).

## Pesquisa científica
O campo de pesquisa da astrônoma é a astronomia extragalática, em particular a caracterização astronômica de galáxias espirais e elípticas (e.g. seus núcleos, populações estelares etc).